# Repubblica (Fær Øer)
Repubblica (in lingua faroese: Tjóðveldi, abbreviato in E), anche conosciuto come Partito Repubblicano (in lingua faroese: Tjóðveldisflokkurin) è un partito politico delle Isole Fær Øer, che ha come obiettivo l'independenza dalla Danimarca.
Grazie al risultato conseguito nelle elezioni 2022 il partito è tornato a comporre la coalizione di governo, composta da Partito dell'Uguaglianza, Partito del Progresso e la stessa Repubblica, guidata dal Primo Ministro Aksel V. Johannesen, che ricoprì lo stesso incarico dal 2015 al 2019.

## Leader del partito
- Erlendur Patursson (1948–1971)
- Signar Hansen (1971–1994)
- Heini O. Heinesen (1994–1998)
- Høgni Hoydal (2000–2024)
- Sirið Stenberg (2024-in carica)

## Risultati elettorali
| Anno | Voti  | Voti | Seggi  | Seggi |
| Anno | #     | %    | #      | ±     |
| ---- | ----- | ---- | ------ | ----- |
| 1950 | 1.145 | 9,8  | 2 / 25 | Nuovo |
| 1954 | 3.028 | 23,8 | 6 / 27 | 4     |
| 1958 | 3.323 | 23,9 | 7 / 30 | 1     |
| 1962 | 3.281 | 21,6 | 6 / 29 | 1     |
| 1966 | 3.529 | 20,0 | 5 / 26 | 1     |
| 1970 | 3.963 | 21,9 | 6 / 26 | 1     |
| 1974 | 4.461 | 22,5 | 6 / 26 | 0     |
| 1978 | 4.614 | 20,3 | 6 / 32 | 0     |
| 1980 | 4.415 | 19,0 | 6 / 32 | 0     |
| 1984 | 4.921 | 19,5 | 6 / 32 | 0     |
| 1988 | 5.520 | 19,2 | 6 / 32 | 0     |
| 1990 | 4.178 | 14,7 | 4 / 32 | 2     |
| 1994 | 3.501 | 13,7 | 4 / 32 | 0     |
| 1998 | 6.584 | 23,8 | 8 / 32 | 4     |
| 2002 | 7.229 | 23,7 | 8 / 32 | 0     |
| 2004 | 6.890 | 21,7 | 8 / 32 | 0     |
| 2008 | 7.238 | 23,3 | 8 / 33 | 0     |
| 2011 | 5.584 | 18,3 | 6 / 33 | 2     |
| 2015 | 6.681 | 20,7 | 7 / 33 | 1     |
| 2019 | 6.127 | 18,1 | 6 / 33 | 1     |
| 2022 | 6.057 | 17,7 | 6 / 33 | 0     |